# Carphephorus
Carphephorus, rod glavočika, dio tribusa Liatrinae. Postoji 7 vrsta; po Kew-u 8.

## Opis
To su višegodišnje biljke koje rastu iz kaudeksa i vlaknastog korijenskog sustava. Stabljike su uspravne i nerazgranate, obično dosežu visinu od 20 do 60 centimetara (8-24 inča), a ponekad su i više. Listovi su naizmjenično raspoređeni i usmjereni prema gore, ponekad pritisnuti uz stabljiku. Receptakule su konveksne; cvjetići 12–35; vjenčići obično boje lavande

## Vrste
1. Carphephorus bellidifolius (Michx.) Torr. & A.Gray
2. Carphephorus carnosus (Small) C.W.James
3. Carphephorus corymbosus (Nutt.) Torr. & A.Gray
4. Carphephorus odoratissimus (J.F.Gmel.) H.J.-C.Hebert
5. Carphephorus paniculatus (J.F.Gmel.) H.J.-C.Hebert
6. Carphephorus pseudoliatris Cass.
7. Carphephorus tomentosus (Michx.) Torr. & A.Gray